# Звездел
Звездел е село в Южна България. То се намира в община Момчилград, област Кърджали.

## География
Село Звездел се намира в планински район, в Източните Родопи.
През селото минава пътят за Ивайловград (70 км), Крумовград (15 км), Момчилград (15 км) и 30 км до Кърджали. През Звездел може да се мине по директен път и към селата Токачка, Тихомир към прохода Маказа. От селото се отклонява асфалтиран път към с. Нановица (12 км) и язовир „Студен Кладенец“ (20 км), от където може да се мине и към светилището на Орфей при село Татул на около 15 км през село Нановица.
До Звездел се намира най-високият връх в Източните Родопи – връх Стръмни рид с надморска височина 960 м. До върха се намира телевизионна кула с височина 130 метра.

## История
Няма точни данни кога е възникнало село Звездел. Не се знае и кога е строена джамията и най-старата къща в селото. За възникването на Звездел се съди косвено по едно от двете гробища край селото, които са сред най-старите в общината. В това гробище има гробове, датирани между 1700 и 1750 година. Говори се, че тук са погребвали мъртъвците си чак от Момчилград и селата от другата страна на Стръмни рид (като Юркеден и Даг кьой).
Турското име на селото e Гьок виран, което впоследствие е съкратено на Гюрен. Преди около 100-150 години в селото са живеели само 7 семейства, които при поява на някаква болест си отделят къщите на стотици метри разстояние една от друга, за да не се заразяват един от друг. Селото преди е било към Крумовградски район.
Десетилетия наред всяка есен в Звездел хората от района се събират на Алан панаир, последният от които е през 1992 година.
Звездел е бивш общински център с 11 кметства в района, от 1978 година селото е присъединено към община Момчилград. До 1989 година населението на селото наброява около 1400 души.

## Население
Численост и дял на етническите групи според преброяването на населението през 2011 г.:
|                     | Численост | Дял (в %) |
| Общо                | 491       | 100,00    |
| Българи             | 0         | 0,00      |
| Турци               | 457       | 93,07     |
| Цигани              | 0         | 0,00      |
| Други               | 0         | 0,00      |
| Не се самоопределят | 0         | 0,00      |
| Неотговорили        | 26        | 5,29      |

## Поминък
Основният поминък на населението е отглеждането на тютюн, земеделието и животновъдството. Много често в миналото хората са отскачали на пазар в Гюмюрджина да продават цигари, които са правели саморъчно.
След 1950 година се открива рудник „Звездел“, който дава поминък на много хора от района и областта десетилетия наред. Закрит е през 2000-2005 г.
Голяма част от населението се изхранва от приходи от строителство по големите градове и от чужбина.

## Редовни събития
- В подножието на върха всяка година през месец септември има събор, наречен от местните жители Даг байрамъ.